# 오가와 고키 (축구 선수)
오가와 고키(일본어: 小川 航基, 1997년 8월 8일~)는 일본의 축구 선수로 현재 네덜란드 에레디비시의 NEC 네이메헌에서 임대 선수로 뛰고 있으며 일본 U-20 대표팀 역대 최다 출전 및 득점 기록 보유자이다.

## 구단 경력
그는 2016년 J1리그의 주빌로 이와타에 입단했다. 2019년후 J2리그에 강등했다. 2022년 요코하마 FC로 이적했다. 2022년 J2리그 준우승으로 J1리그로 승격했다. 2022년엔 리그 41경게 출전하여 26득점을 기록, 리그 최다 득점자와 MVP. 2023년 NEC 네이메헌로 이적했다.

## 국가대표팀 경력
그는 2017년 FIFA U-20 월드컵에 참가할 일본 U-20 국가대표팀에 발탁되었으며, 2경기에 출전, 1득점을 넣었다.
2019년 EAFF E-1 풋볼 챔피언십에 참가할 일본 국가대표팀에 발탁되었으며, 12월 14일 홍콩와의 경기에서 데뷔, 3득점을 넣었다.
2020년 AFC U-23 축구 선수권 대회에도 출전했다.

## 통계
| 일본 | 일본 | 일본 |
| 연도 | 출전 | 득점 |
| ---- | ---- | ---- |
| 2019 | 1    | 3    |
| 2020 | 0    | 0    |
| 2021 | 0    | 0    |
| 2022 | 0    | 0    |
| 2023 | 0    | 0    |
| 2024 | 8    | 6    |
| 통산 | 9    | 9    |

## 수상

### 클럽
주빌로 이와타
- J2리그 : 우승 (2021)

요코하마 FC
- J2리그 : 준우승 (2022)

### 국가대표팀
일본 U-20
- AFC U-20 아시안컵 : 우승 (2016)

 일본
- EAFF E-1 풋볼 챔피언십 : 준우승 (2019)

### 개인
- EAFF E-1 풋볼 챔피언십 득점왕 : 2019 (3골)